# Rétinaculum des muscles fléchisseurs du pied
Le rétinaculum des muscles fléchisseurs du pied est une bande fibreuse du membre inférieur. Il est situé sur la face médiale de la cheville.

## Structure
Le rétinaculum des muscles fléchisseurs du pied descend de la malléole médiale vers le calcanéus.
Il est en continuité par son bord supérieur avec le fascia crural et par son bord inférieur avec l'aponévrose plantaire. Des fibres du muscle abducteur de l'hallux y prennent origine.
Il convertit le sillon malléolaire du tibia en passage pour les tendons des muscles tibial postérieur et fléchisseur commun des orteils, ainsi que les artère et veine tibiale postérieures et le nerf tibial. Ce passage permet à ces éléments de pénétrer dans la région plantaire et forme le tunnel tarsien.
Dans un canal formé au niveau du talus, passe le tendon du muscle long fléchisseur de l'hallux.

## Aspect clinique
Une compression peut piéger le nerf tibial et générer un syndrome du canal tarsien. Il se manifeste par une douleur ou un engourdissement de la surface plantaire médiale. Ces symptômes sont aggravés par la position debout et la marche et amplifié durant la nuit. Le diagnostic peut être corroboré par la recherche du signe de Tinel par tapotement de la partie du rétinaculum fléchisseur du pied au niveau du nerf tibial.